# Arjan Vermeulen
Pour les articles homonymes, voir Vermeulen.
Arjan Vermeulen est un footballeur néerlandais né le 19 mars 1969 à Culemborg, Gelderland (Pays-Bas). 
Ce défenseur de grande taille (1,83 m pour 88 kg) joue un peu plus d'une saison à l'OGC Nice avec lequel il remporte la Coupe de France en 1997. Il est celui qui réussit le 5e tir au but décisif lors de la séance de tirs au but face à Guingamp.

## Carrière de joueur
- 1988-1996 :  Vitesse Arnhem
- 1996-1998 :  OGC Nice
- 1998-1999 :  MVV Maastricht
- 1999-2000 :  Heracles Almelo[1]

## Palmarès
- Vainqueur de la Coupe de France 1997 avec l'OGC Nice